# Peper Harow
Peper Harow är en ort och civil parish i Storbritannien.   Den ligger i grevskapet Surrey och riksdelen England, i den södra delen av landet, 50 km sydväst om huvudstaden London. Peper Harow ligger 82 meter över havet och antalet invånare är 185.
Terrängen runt Peper Harow är huvudsakligen platt, men åt sydväst är den kuperad.Runt Peper Harow är det tätbefolkat, med 343 invånare per kvadratkilometer. Närmaste större samhälle är Woking, 15,9 km norr om Peper Harow. I omgivningarna runt Peper Harow växer i huvudsak blandskog.